# Norihisa Shimizu
Norihisa Shimizu (Gunma, 4 oktober 1976) is een voormalig Japans voetballer.

## Carrière
Norihisa Shimizu speelde tussen 1995 en 2011 voor Júbilo Iwata, Consadole Sapporo, Yokohama F. Marinos en Avispa Fukuoka.